# Тим Вајт
Тим Вајт (енгл. Tim D. White; Округ Лос Анђелес, 24. август 1950) је амерички палеонтолог и биолог и професор на Универзитету Беркли у Калифорнији, где предаје палеонтологију и остеологију. Директор је Центра за истраживање развоја хоминида и кодиректор Аваш пројекта (Адис Абеба - Беркли). Његова најпознатија открића су Арди, ардипитекус рамидус 1994. године и фосил аустралопитекуса Луси заједно са Доналдом Џохансоном 1974. године.